# 카트린 코르시니
카트린 코르시니(Catherine Corsini, 1956년 5월 18일 ~ )는 프랑스의 영화 감독, 영화 각본가, 배우이다.

## 작품 목록
- 리허설 (2001, La Répétition)
- Pas d'histoires ! - "Mohammed" 편 (2001)
- Mariées mais pas trop (2003)
- 당신은 나의 베스트셀러 (2006, Les Ambitieux)
- 여자가 사랑할때 (2009, Partir)
- Trois Mondes (2012)
- 썸머타임: 아름다운 계절 (2015, La Belle Saison)
- 불가능한 사랑 (2018)
- 균열 (2021, La Fracture)
- 귀환 (2023, Le Retour)